# Кокшетау (аэропорт)
Междунаро́дный аэропо́рт Кокшета́у  (ИАТА: KOV, ИКАО: UACK) (каз. Халықаралық Көкшетау Әуежайы / Halyqaralyq Kökşetau Äuejaıy), в прошлом известный также под названием Кокчета́в — казахстанский международный аэропорт города Кокшетау. Расположен практически в пределах города, в 12,5 км к северо-востоку от центра города, между посёлком Акколь и автомагистралью A13 в Акмолинской области, Казахстана. Формально является международным аэропортом, однако регулярные рейсы из аэропорта выполняются в основном внутри страны.
Является вторым по величине аэропортом в Акмолинской области (включая окружённым территорией аэропорт города Астаны). В 2019 году аэропорт обслужил 21 683 пассажиров и тем самым занимает по этому показателю 17-е место по пассажиропотоку среди казахстанских аэропортов. Кодом, присвоенным международной ассоциацией воздушного транспорта (IATA), остается KOV, в связи с тем, что ранее Кокшетау назывался Кокчетав.
Сегодня аэропорт находится под управлением компании ОАО «Международный аэропорт Нурсултан Назарбаев». Эксплуатацию аэропорта под доверительным управлением осуществляет структура КТЖ «Airport Management Group». Аэропорт имеет статус международного и обладает всей необходимой инфраструктурой (пункт таможенного и паспортного контроля). Аэродром также является запасным для самолётов, следующих в Астану. В настоящее время аэропорт обеспечивает выполнение регулярных рейсов в Актау (Мангистауская область), Алматы и Шымкент.

## История развития

### Ранние годы
Международный аэропорт Кокшетау был создан в 1945; в 2010—2013 аэропорт находился на реконструкции. До распада СССР аэропорт и аэродром носили название Кокчетав. Первоначально была построена взлётно-посадочная полоса с искусственным покрытием и одноэтажное здание аэровокзала. Аэропорт находился в микрорайоне «Старого аэропорта» (сейчас мкр. Сары-Арка) и получил название «Кокчета́в»: 53°18′47″ с. ш. 69°23′00″ в. д..
Первые регулярные авиалинии были следующие: рейсы Алма-Ата — Балхаш — Караганда — Акмолинск — Кокчетав — Свердловск (1960) на Ил-12; в 1963/4 г. рейсы № 761 Караганда — Целиноград — Кокчетав — Кустанай — Челябинск — Свердловск и обратно на Ли-2; № 488 Свердловск — Курган — Петропавловск — Кокчетав — Целиноград — Караганда — Балхаш — Алма-Ата и обратно на Ил-14; До лета 1961 года из Кокчетава в Москву летали Ил-14 с промежуточными посадками в Петропавловске, Кургане, Свердловске, Казани (с общим временем полета — около 15 часов). 1 июля 1970 года открылось прямое воздушное сообщение между Кокчетавом и Москвой.

### Новый аэропорт «Кокчетав» — «Кокшетау»
В 1972 году была сдана в эксплуатацию новая взлетно-посадочная полоса (нынешняя территория аэродрома). 22 августа 1972 года в Кокчетаве приземлился первый турбовинтовой самолет Ил-18. С приветственным словом выступил Первый секретарь обкома КП Казахстана Е. Н. Ауельбеков, на открытии так же присутствовал Генеральный секретарь ЦК КПСС Л. И. Брежнев. Л. И. Брежневу были оказаны высокая и огромное доверие - перерезать ленточку на взлетной полосе, тем самым положить начало воздушному сообщению Кокчетава с крупнейшими городами СССР: Москвой, Ленинградом, Киевом и другими. Начались регулярные рейсы самолета по маршруту Алма-Ата — Кокчетав — Москва. К 1974 году воздушный мост связывал кокчетавцев прямым сообщением с 18 городами страны, с 7 районными центрами и многими совхозами. В 1975 году вступило в строй новое здание аэровокзала (архитектор Г.В. Тепляшин), пропускной способностью до 1200 пассажиров в сутки, его суточная пропускная способность была рассчитана на обслуживание города с двухсоттысячным населением. Благодаря этому Кокчетав был связан прямыми авиалиниями со всеми областными центрами Казахстана, с Москвой, Ленинградом, Сочи, Волгоградом, Сыктывкаром, Красноярском, Новосибирском и многими другими городами. 11 октября 1975 года был выполнен первый рейс на реактивном пассажирском самолете Ту-154 из Алма-Аты в Кокчетав.
В 1980-е годы аэродром был одним из резервных мест приземления космоплана советской многоразовой транспортной космической системы «Буран». В 1993 году Аэропорт Кокчетав был переименован в Аэропорт Кокшетау, слово «Международный» добавилось к названию в 2013 году. В 2004 году впервые из Кокшетау были совершены международные рейсы в Германию, Франкфурт-на-Майне, рейсы осуществлялись на сезонной основе немецкой авиакомпанией Aero Flight («Аэро Флайт») используя самолёт Airbus A320-200 между июнем и августом.

### Начало полётов после реконструкции аэрокомплекса
В конце 2011 году осуществлена полная реконструкция взлетно-посадочной полосы. 8 мая 2013 года аэропорт перешел в доверительное управление транспортно-логической компании АО «НК «КТЖ» — «KTZ Express». Первоначальное здание пассажирского терминала было заменено на более современное 3 августа 2013 года и введено в коммерческую эксплуатацию 21 октября того же года. Реализация проекта по реконструкции взлетно-посадочной полосы и аэровокзала аэропорта города Кокшетау была начата в сентябре 2010 года и окончена 20 декабря 2012 года. 19 октября 2013 года года постановлением правительства РК № 1119 аэропорт был допущен к международным полётам. Аэропорт имеет I категорию ICAO. Первым рейсом, который принял обновленный аэродром, прибыл самолет авиакомпании «SCAT Airlines».
Сначала из аэропорта осуществлялись только внутренние рейсы на Алматы. Затем, первой авиакомпанией, которая объявила о выполнении регулярных международных перелётов после реконструкции аэрокомплекса, стала Трансаэро. С 14 декабря 2013 года авиакомпания приступила к обслуживанию регулярных рейсов из Кокшетау в Москву. Благодаря реконструкции, со времени визитов в воздушную авиагавань Кокшетау в 2015 году с главами делегаций
правительств СНГ, прочих президентов и премьеров иностранных государств, аэропорт подтвердил на практике способность принимать крупные лайнеры Boeing 777-300 и тяжёлые транспортные самолёты Ил-76, Ту-214.

## Аэровокзальный комплекс
Нынешнее здание аэровокзального комплекса — или пассажирский терминал — аэропорта Кокшетау имеет площадь 8,6 тыс. м². Располагается на улице а/я 432 и функционирует с 2013 года. Строительство нового терминала (здания) аэропорта Кокшетау было начато в 2010 году. В целом проект предусматривал реконструкцию тридцати объектов, в числе которых, помимо взлетно-посадочной полосы, аэровокзал, объекты энергообеспечения, склад ГСМ, ограждение аэропорта, очистные сооружения и т. д.
В 2011 году для обслуживания пассажиров было введено в эксплуатацию временное здание аэровокзала. В 21 октября 2013 здание вступило в строй, на его финансирование из республиканского бюджета было направлено  8,3 миллиарда тенге. Максимальная пропускная способность аэровокзала — 200 человек в час.
Пассажирский терминал оборудован посадочной галереей с двумя телескопическими трапами, CIP (бизнес-зал) и VIP-залами, лифтами, эскалатором, комнатой матери и ребенка. Современным оборудованием также оснащены секции для регистрации, информации, системы обработки багажа, пограничного и таможенного контроля, досмотрового оборудования, видеонаблюдения (15 видеокамер).

### Фотогалерея
- Здание аэропорта, 2015 год
- Внутренние помещения
- Зона регистрации
- Паспортный контроль
- Система обработки багажа

## Технические данные
В 1972 году была сдана в эксплуатацию взлетно-посадочная полоса в аэропорту для приема тяжелых самолетов. После реконструкции взлётно-посадочной полосы в 2013 году аэропорт Кокшетау пригоден для эксплуатации всех типов воздушных судов без ограничения их взлетной массы по первой категории международных стандартов. Максимальный взлетный вес воздушного судна составляет 171 тонну. Аэропорт располагает ВПП с асфальто-армобетонным покрытием длиной 2 километра 850 метров. Классификационное число взлётно-посадочной полосы (PCN) 50/F/С/Y/T.
Аэродром Кокшетау был аттестован на допуск к полетам по метеоминимуму (I) первой категории ИКАО (Международная организация гражданской авиации), имеет одну ВПП, 8 стоянок для самолётов, а также допуск на приём с частичной загрузкой самолёты Boeing 747, без ограничений загрузки самолёты Airbus A320, Airbus A321, Airbus A330, Airbus A350, Boeing 757, Boeing 767, Boeing 777 и многие другие ВС классом ниже, а также вертолёты всех типов.
С 1 ноября 2019 года в аэропорту действует режим «открытого неба» («пятая степень свободы воздуха»). При этой степени свободы иностранные компании могут садиться в Казахстане и брать пассажиров и грузы при полетах в третье государство из страны, в которой зарегистрированы.
| Номер полосы | Длина полосы (м) | Ширина (м) | Покрытие      | Примечания                                                                              |
| ------------ | ---------------- | ---------- | ------------- | --------------------------------------------------------------------------------------- |
| ВПП 02/20    | 2850             | 45         | Асфальтобетон | В 2011 году была произведена реконструкция, оснащена новейшими техническими средствами. |

## Расположение
Расположен в 12,5 км к северо-востоку от центра города, на пересечении международных авиатрасс A1 AH64 E 125, A13, А-343; расположен в 78 км от Боровского национального парка, в 195 км от Петропавловска, в 295 км от Астаны, в 450 км от Костаная.
Климат резко континентальный, с очень холодной зимой (до −40°С) и жарким летом. Межсезонье практически отсутствует, весна и осень короткие.
Вблизи аэродрома расположены сельскохозяйственные угодья и животноводческие комплексы, отличающиеся массовым скоплением птиц и негативно влияющие на орнитологическую обстановку вокруг аэропорта.

## Пункты назначения и перевозчики

### Пассажирские рейсы
По состоянию на январь 2023 год аэропорт Кокшетау обслуживает рейсы следующих авиакомпаний (прямые рейсы):

#### Заметки
См. также: Онлайн расписание пассажирских авиарейсов на сайте aeroport.kz → 

### Программа субсидирования воздушных перевозок
В целях обеспечения транспортной доступности социально значимых направлений и развития внутреннего туризма ежегодно Комитетом гражданской авиации Республики Казахстан проводится конкурс на субсидируемые авиамаршруты из средств республиканского бюджета или решениями маслихатов о местных бюджетах на соответствующий финансовый год.
Стоимость субсидированных авиабилетов для пассажиров составляет ₸ 25,000 (Актау), ₸ 27,000 (Алматы) и ₸ 18,000 (Шымкент), всего в программе участвуют авиарейсы в Кокшетау по 3 направлениям.

## Перспективы
- К проведению форума межрегионального сотрудничества Казахстана и России — начата реконструкция гостиницы на сумму порядка 150 млн тенге (US$362,000), фундамент которой был заложен в 1978 году. Также была начата реализация проектов по озеленению и благоустройству дорог, ведущих к аэропорту. На эту работу выделено 13 млн.тенге.[23][24]
- Международный аэропорт Кокшетау рассматривает возможность открытия новых маршрутов, в том числе и международных.

## Показатели деятельности
|  |

Аэропорт Кокшетау используют 2 авиакомпании, выполняющие рейсы в 2 пункта назначения в Казахстане.

### Пассажиропоток
Из-за низкого пассажиропотока в регионе аэропорт не способен приносить прибыль.
В 2021 году аэропорт города Кокшетау обслужил 17 тысяч 000 пассажиров и обработал 15 тонн груза в 2018 году.
| Пассажиропоток аэропорта: | Пассажиропоток аэропорта: | Пассажиропоток аэропорта: | Пассажиропоток аэропорта: | Пассажиропоток аэропорта: | Пассажиропоток аэропорта: | Пассажиропоток аэропорта: | Пассажиропоток аэропорта: | Пассажиропоток аэропорта: | Пассажиропоток аэропорта: | Пассажиропоток аэропорта: | Пассажиропоток аэропорта: | Пассажиропоток аэропорта: | Пассажиропоток аэропорта: | Пассажиропоток аэропорта: | Пассажиропоток аэропорта: | Пассажиропоток аэропорта: | Пассажиропоток аэропорта: | Пассажиропоток аэропорта: | Пассажиропоток аэропорта: | Пассажиропоток аэропорта: |
| ------------------------- | ------------------------- | ------------------------- | ------------------------- | ------------------------- | ------------------------- | ------------------------- | ------------------------- | ------------------------- | ------------------------- | ------------------------- | ------------------------- | ------------------------- | ------------------------- | ------------------------- | ------------------------- | ------------------------- | ------------------------- | ------------------------- | ------------------------- | ------------------------- |
| год                       | 2013                      | 2014                      | 2015                      | 2016                      | 2017                      | 2018                      | 2019                      | 2020                      | 2021                      |                           |                           |                           |                           |                           |                           |                           |                           |                           |                           |                           |
| Пассажиропоток (чел.)     | 7 401                     | 3 064                     | 17 497                    | 14 213                    | 22 016                    | 21 427                    | 21 683                    | 11 877                    | 17 000                    |                           |                           |                           |                           |                           |                           |                           |                           |                           |                           |                           |
| Изменение                 | ↗0214.5 %                 | ↘058.6 %                  | ↗0471.1 %                 | ↘018.8 %                  | ↗015.6 %                  | ↘02.7 %                   | ↗01.2 %                   | ↘045.2 %                  | ↗043.1 %                  |                           |                           |                           |                           |                           |                           |                           |                           |                           |                           |                           |
| Место по Казахстану       | 19                        | 19                        | 17                        | 17                        | 17                        | 17                        | ?                         | ?                         | ?                         |                           |                           |                           |                           |                           |                           |                           |                           |                           |                           |                           |
| Источники:                |                           |                           |                           |                           |                           |                           |                           |                           |                           |                           |                           |                           |                           |                           |                           |                           |                           |                           |                           |                           |

## Радиочастоты
На всех частотах авиационного диапазона связь осуществляется с амплитудной модуляцией сигнала (в режиме «АМ»).

### Диспетчерские службы
| Наименование службы               | Частота, МГц | Резервные частоты, МГц | Примечания |
| --------------------------------- | ------------ | ---------------------- | ---------- |
| Диспетчер Кокшетау-Вышка          | 127.9        |                        |            |
| Диспетчер Кокшетау-Транзит (ПДСП) |              |                        |            |
| Международная аварийная частота   | 121.5        |                        |            |

## Транспортное сообщение с Кокшетау
- Городской транспорт: регулярный автобусные маршрут № 18 связывают аэропорт с центром Кокшетау, железнодорожным вокзалом, центральным автовокзалом.
- Такси: на такси  можно недорого добраться до близлежащих городов и курортов Акмолинской области: Атбасар, Степногорск, Щучинск, Бурабай, Зеренда и других.
- Автомобильный транспорт: сейчас между городом и аэропортом действует автомобильное сообщение. Из Кокшетау можно добраться до аэропорта по автомагистрали (A13), расстояние от центра города до аэропорта около 12.5 км.

В международный аэропорт идёт следующий маршрут общественного транспорта:
| Наземный общественный транспорт | Наземный общественный транспорт | Наземный общественный транспорт | Наземный общественный транспорт    | Наземный общественный транспорт                                                                               |
| Номер                           | Маршрут                         | Маршрут                         | Маршрут                            | Трасса следования                                                                                             |
| регулярные автобусные маршруты  | регулярные автобусные маршруты  | регулярные автобусные маршруты  | регулярные автобусные маршруты     | регулярные автобусные маршруты                                                                                |
| ------------------------------- | ------------------------------- | ------------------------------- | ---------------------------------- | --- |
| \| 18 \|                        | Аэропорт Кокшетау а/я 432       | ↔                               | Средняя школа №12 Вернадского, 46Б | Абая, Ауельбекова, проспект Нурсултана Назарбаева (ранее улица называлась Горького), Трасса А-343, Трасса A13 |
| 18                              |                                 |                                 |                                    | |

## Памятники
На привокзальной площади установлены турбореактивные пассажирские самолёты Як-40Д (UN-88221) и (UN-88221).

## Авиационные происшествия
| Происшествия          | Происшествия   | Происшествия       | Происшествия                                          | Происшествия | Происшествия | Происшествия  |
| Дата                  | Бортовой номер | Самолёт            | Авиакомпания                                          | Жертвы       | Краткое описание | Ссылка        |
| --------------------- | -------------- | ------------------ | ----------------------------------------------------- | ------------ | --- | ------------- |
| 23 сентября 1972 года | СССР-68012     | Ми-1A              | Аэрофлот - МГА СССР (Казахское УГА, Бурундайский ОАО) | 1/3          | 23 сентября 1972 года вертолет Ми-1A авиакомпании Аэрофлот (СССР), выполнявший патрулирование лесов от пожаров по маршруту Кокчетав — Володарское — Арыкбалык — Зеренда — Кокчетав, столкнувшись с проводами ЛЭП, ударился о землю, разрушаясь, прополз по обочине дороги 76 м, свалился в кювет и сгорел. На борту находилась посторонняя женщина, взятая пилотом с целью катания. Пассажирка и пилоты получили тяжелые травмы. В 13:40 местного времени они были доставлены проезжавшими шоферами в больницу г. Кокчетав, где женщина скончалась, не приходя в сознание. | [ 27 ]        |
| 24 мая 1974 года      | СССР-70351     | Антонов Ан-2П      | Аэрофлот - МГА СССР (Казахское УГА, Кокчетавский ОАО) | 15/15        | Статья: Катастрофа Ан-2П близ Борового. 24 мая 1974 года самолет Ан-2П авиакомпании Аэрофлот (СССР), выполнявший рейс К-476 по маршруту Авангард (сейчас Пресное) — Кокчетав, врезался в гору после отклонения от трассы при полёте в сложных метеорологические условиях. Самолет был обнаружен на следующий день, западнее н/п Боровое в лесу на склоне горы Кокше (Синюха) (947 м) на отметке 850 м разрушенным и сгоревшим. Все находившиеся на борту 15 человек погибли, 2 из которых члены экипажа.                                                                   | [ 28 ]        |
| 29 января 2013 года   | UP-CJ006       | Bombardier CRJ-200 | SCAT Airlines                                         | 21/21        | Статья: Катастрофа CRJ-200 под Алма-Атой. 29 января 2013 года около 13 часов самолет Bombardier CRJ-200 авиакомпании SCAT, выполнявший рейс DV760 по маршруту Кокшетау — Алма-Ата, при заходе на посадку в условиях тумана потерпел катастрофу на удалении 1,5 км от торца ВПП 43°24′06″ с. ш. 77°05′01″ в. д.. Все находившиеся на борту 21 человек погибли, 5 из которых члены экипажа. Позднее в близ Алма-Аты и в Кокшетау были открыты памятники с именами всех погибших.                                                                                             | [ 29 ] [ 30 ] |